# Sinumerik

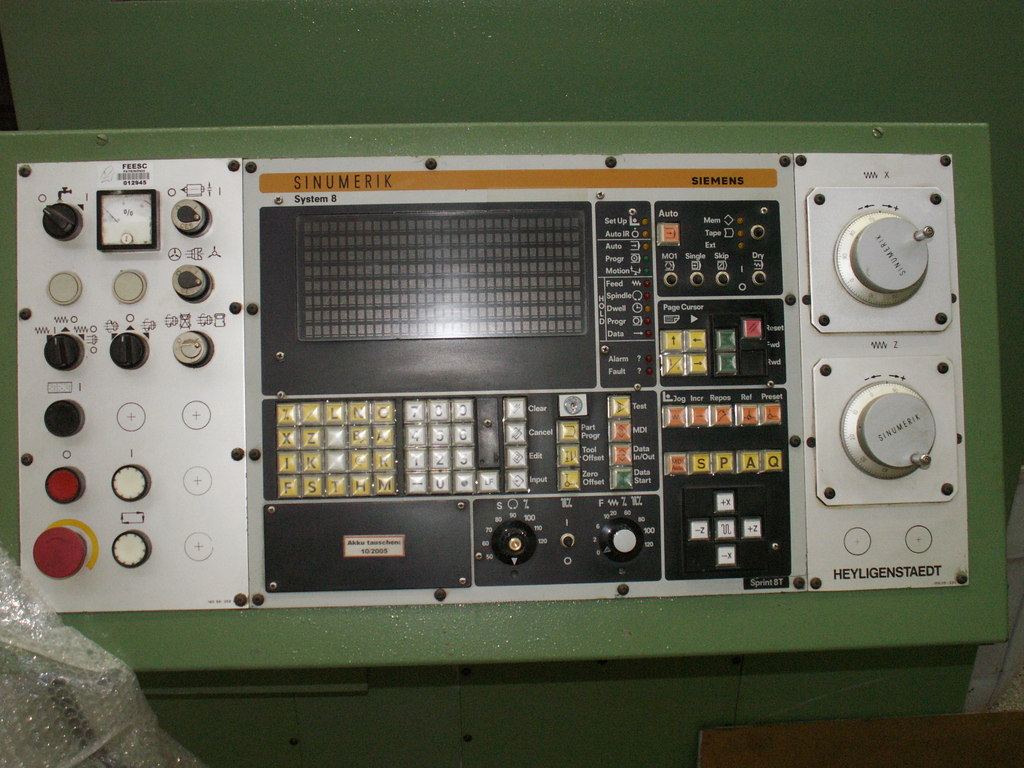
CNC-Bedienfeld Sinumerik System 8 1980

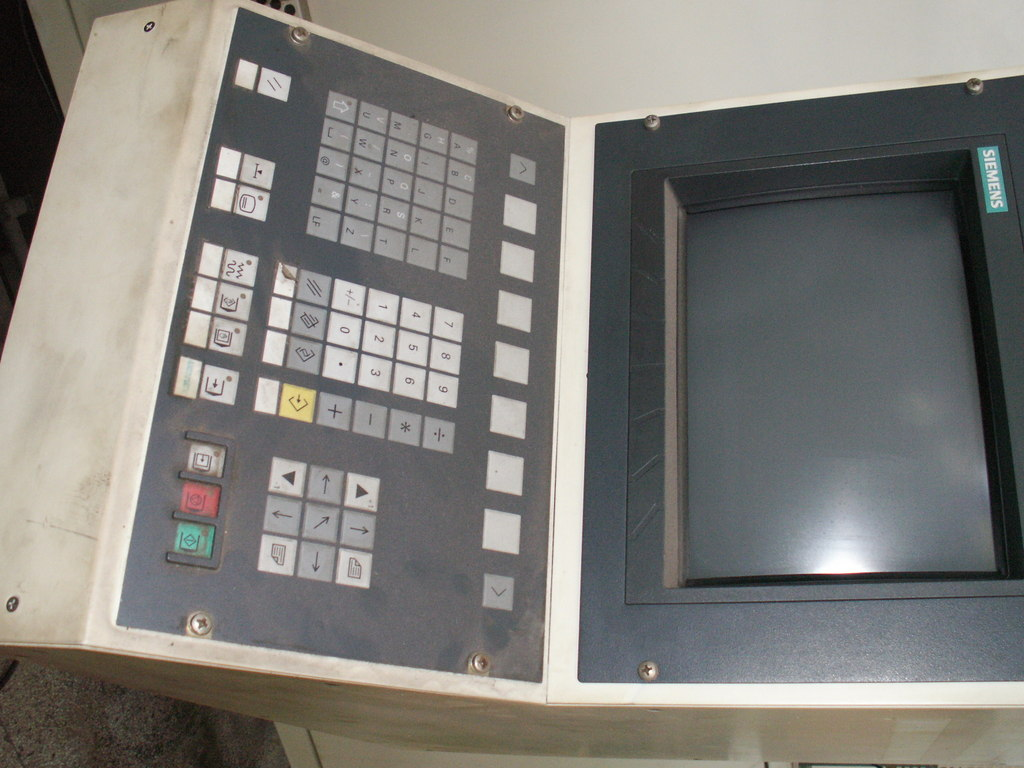
CNC-Bedienfeld

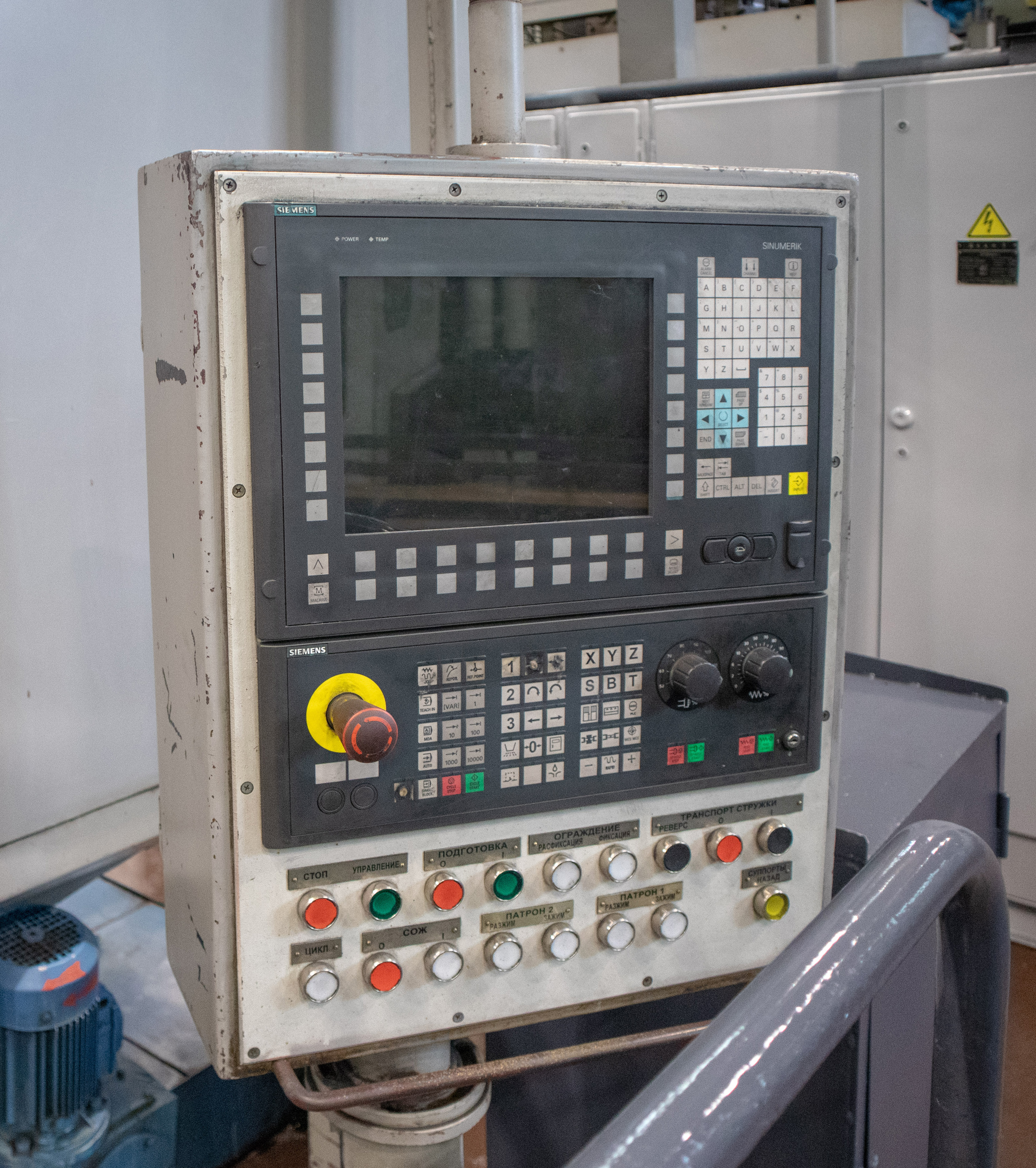
CNC-Bedienfeld

Sinumerik ist die erste deutsche Marke für CNC-Steuerungen.

## Unternehmen und Marke
Sinumerik ist eine Marke der Siemens AG. Diese CNC wird als eine Steuerung für unterschiedliche Werkzeugmaschinen der Technologien Fräsen, Drehen, Schleifen, Nibbeln, Stanzen, Handling, Blechumformung, Zahnradbearbeitung etc. eingesetzt.

## Geschichte
Die erste industrietaugliche NC (Numerical Control) von Siemens kam zwischen 1960 und 1964 auf den Markt. Diese NC basierte auf der Relaistechnik, beherrschte die Punkt- und Streckensteuerung und unterstützte analoge Absolutwertgeber. Die Siemens NC erhielt 1964 den Markennamen Sinumerik.
Von 1965 bis 1972 wurden im Verlauf mehrerer Generationen Bahnsteuerungen auf Basis der Transistortechnologie entwickelt und in den Bearbeitungstechnologien Drehen, Fräsen, Schleifen und Nibbeln eingesetzt.
Die Minicomputer und dann auch die Mikroprozessoren wurden von 1973 bis 1981 in der Sinumerik eingesetzt. Die SPS (speicherprogrammierbare Steuerung) wurde in die Steuerung integriert. Die Steuerungen hießen ab 1973: Sinumerik 500C, 1976: Sinumerik System 7, 1979: Sinumerik System 8 (mehrkanalfähig, mit SPS), Sinumerik Primo (kompakte Bauart), 1981: Sinumerik System 3.
Die erste CNC-Maschine mit Monitor, Grafikfunktionen und elektronischem Getriebe kommen von 1982 bis 1983 zum Einsatz.
Siemens legt ab Anfang der 80 Jahre (1984–1994) erstmals den NC-Kern offen. Mit der PC-Integration in der Steuerung wird auch die Mensch-Maschine-Kommunikation (HMI) offengelegt. Damit leitet Siemens einen entscheidenden Trend bei Werkzeugmaschinen ein: Offenheit. Der Maschinenbauer hat seither erheblich erweiterte Möglichkeiten zur Individualisierung seiner Maschine. Die ersten Steuerungen dieser Familie waren die Sinumerik 810T/M und 820T/M, später kamen die Sinumerik 805, 850, 880 dazu.
Die Frequenzumrichter Simodrive erhalten von 1994 bis 1996 eine digitale Schnittstelle die eine bessere Bewegungsführung erlaubt. 1994 kam die Sinumerik 840D mit integrierter SPS Simatic S7-300 und dem Servoumrichter Simodrive 611D für den oberen Leistungsbereich heraus. Später ergänzten die Sinumerik 810D und 802D den unteren Leistungsbereich.
Sicherheitsfunktionen (Safety Integrated) für Mensch und Maschine wurden von 1996 bis 2000 in Software integriert. Die grafischen werkstattorientierten Programmieroberflächen ShopMill und ShopTurn ermöglichen schnelle und einfache Bedienung und Programmierung mit geringem Schulungsaufwand.
2001 bis 2004 werden innovative Dienstleistungen zur Steigerung der Produktivität und Wirtschaftlichkeit der Werkzeugmaschinen angeboten. Beispiele für solche Dienstleistungen sind Simulationen von Maschinen und Bearbeitungsvorgängen, webbasiertes Condition Monitoring sowie herstellerübergreifende Plattformen für Online-Diagnose-Wartung und -Service.
Mit der Einführung der CNC-Reihe Sinumerik Solution Line und dem neu entwickelten Frequenzumrichter Sinamics im Jahr 2005 hat Siemens erstmals alle Schnittstellen einer CNC auf der Basis des industriell weit verbreiteten Standards Industrial Ethernet/Profinet vereinheitlicht. Diese Vereinheitlichung der Schnittstellen erleichtert einerseits dem Betreiber die Integration von Maschinen in Maschinenverbände. Anderseits unterstützt sie gleichzeitig die einfache Modularisierung von Maschinen und die individuelle Zusammenstellung von Bearbeitungszentren aus Serien-Modulen. Die Steuerungen heißen nun Sinumerik 840D sl und 802D sl.
Die Bedien-Software Sinumerik Operate vereint 2009 die Programmierung nach DIN 66025 und Werkstattprogrammierung (ShopMill und ShopTurn) in derselben Bedienoberfläche. Ebenfalls gibt es nun kompakte CNC in technologischer Ausführung für Dreh- und Fräsmaschinen bis zu 8 Achsen - Sinumerik 828D.
2011 wird die Kompetenz rund um die Energieeffizienz der Werkzeugmaschinen - Sinumerik Ctrl-Energy gebündelt.
Seit 2012 gibt es die Einsteiger CNC für Dreh- und Fräsmaschinen bis zu 3 Achsen - Sinumerik 808D als Nachfolgesystem der Sinumerik 802D sl.
Seit 2019 gibt es die SINUMERIK ONE - The digital native CNC. Ebenfalls gibt es die SINUMERIK MC - die Markteinführung einer neuen CNC-Reihe mit integrierter SPS Simatic S7-1500 und Windows 10-Betriebssystem für Holz-, Glas- und Steinbearbeitungsmaschinen.